# Хирн, Самюэль
Самюэль Хирн (англ. Samuel Hearne; февраль 1745 года, Лондон — ноябрь 1792 года, там же) — английский военный моряк, исследователь, первооткрыватель, мехоторговец, писатель и натуралист. Является первым европейцем, который в 1770—1772 годах пересёк пешком северную Канаду и достиг Северного Ледовитого океана в районе устья реки Коппермайн. За этот подвиг получил прозвища «Марко Поло Бесплодных Земель» и «Мунго Парк Канады». Оставил дневники, опубликованные в литературной обработке канадского писателя Фарли Моуэта.

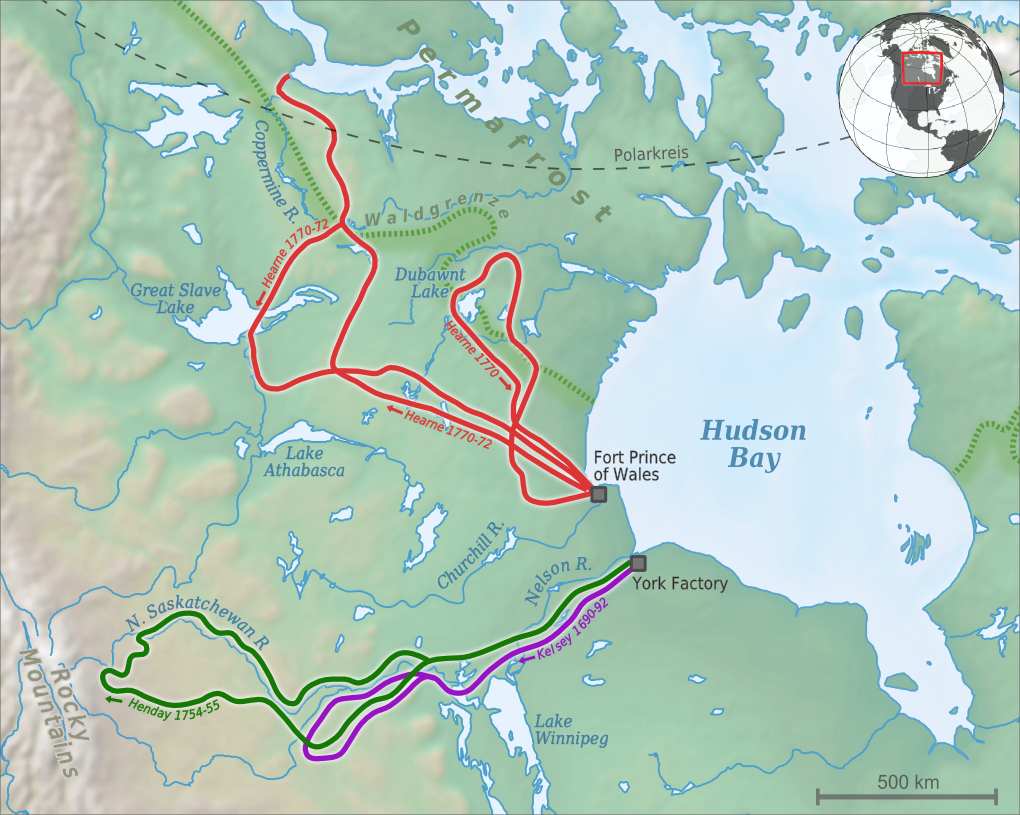
Карта 2-го и 3-го путешествий Самюэля Хирна (красные линии)

## Ранние годы жизни

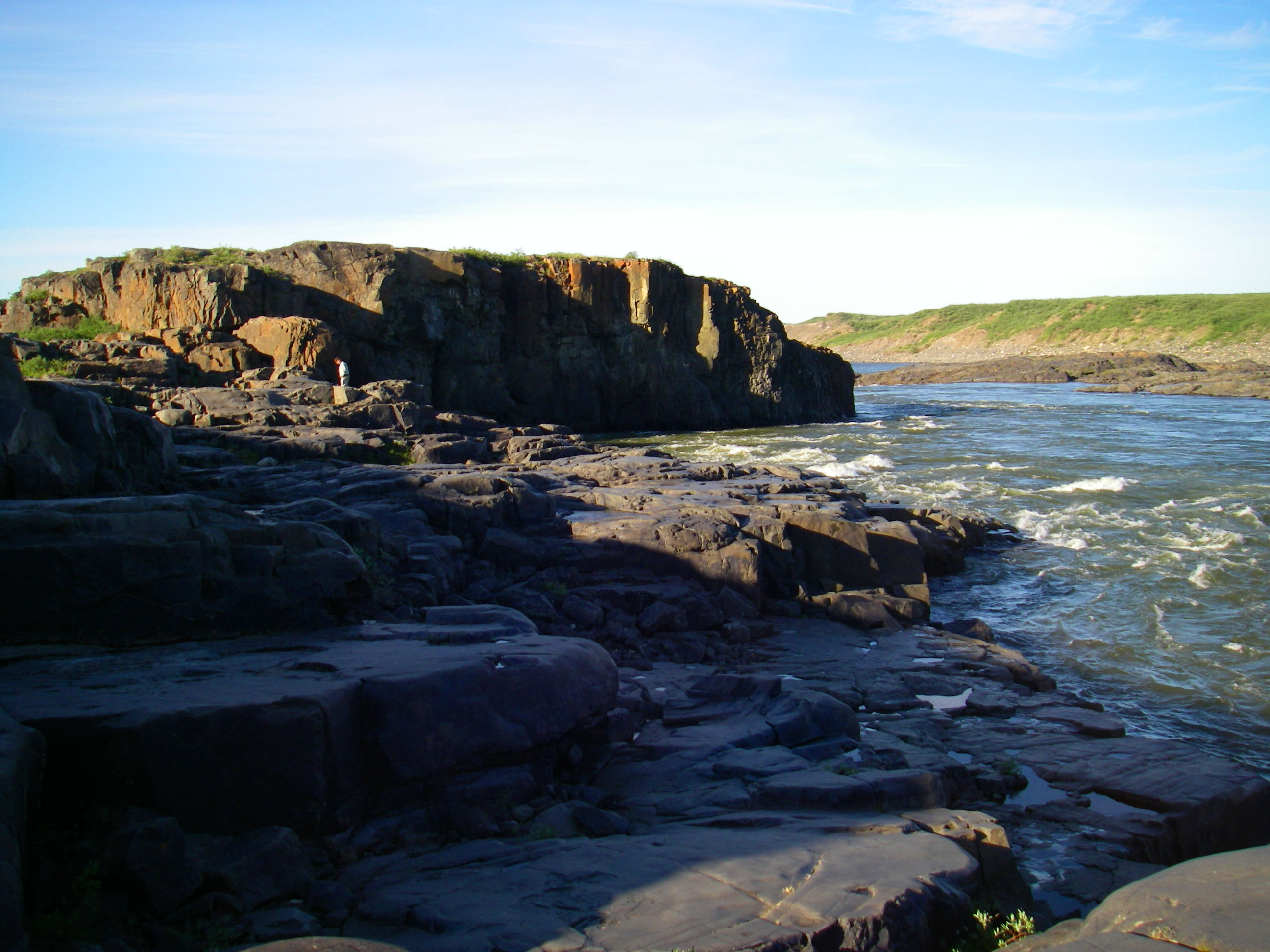
Блуди Фолз. Река Коппермайн

Самюэль Хирн родился в феврале 1745 года в Лондоне (Англия). Его отец был инженером-мостостроителем, но он умер в 1748 году. После получения начального образования Хирн в 1756 году поступил на службу в Королевский военно-морской флот в качестве гардемарина. Служил под командованием капитана Самуэля Худа и оставался с ним в течение Семилетней войны, принимая участие в различных операциях, включая бомбардировку Гавра. После окончания войны продолжал службу в проливе Ла-Манш, а затем в Средиземноморье. Оставил службу в 1763 году, чем занимался последующие три года неизвестно.
В феврале 1766 года поступил на службу в Компанию Гудзонова залива в качестве помощника капитана на шлюп «Черчилл», который занимался торговлей с инуитами и базировался в порту Черчилл (Манитоба). Два года спустя он стал помощником капитана бригантины «Шарлотта» и участвовал в скоротечной охоте на чёрных китов. В 1768 году исследовал часть побережья Гудзонова залива с целью увеличения улова трески. Во время этого похода за ним укрепилась репутация «человека в снегоступах».
Хирн улучшил свои навигационные навыки наблюдая за астрономом Уильямом Уэллсом, который в 1768−1769 годах был командирован в Гудзонов залив Королевским Научным обществом с целью наблюдения прохождения Венеры по диску солнца.

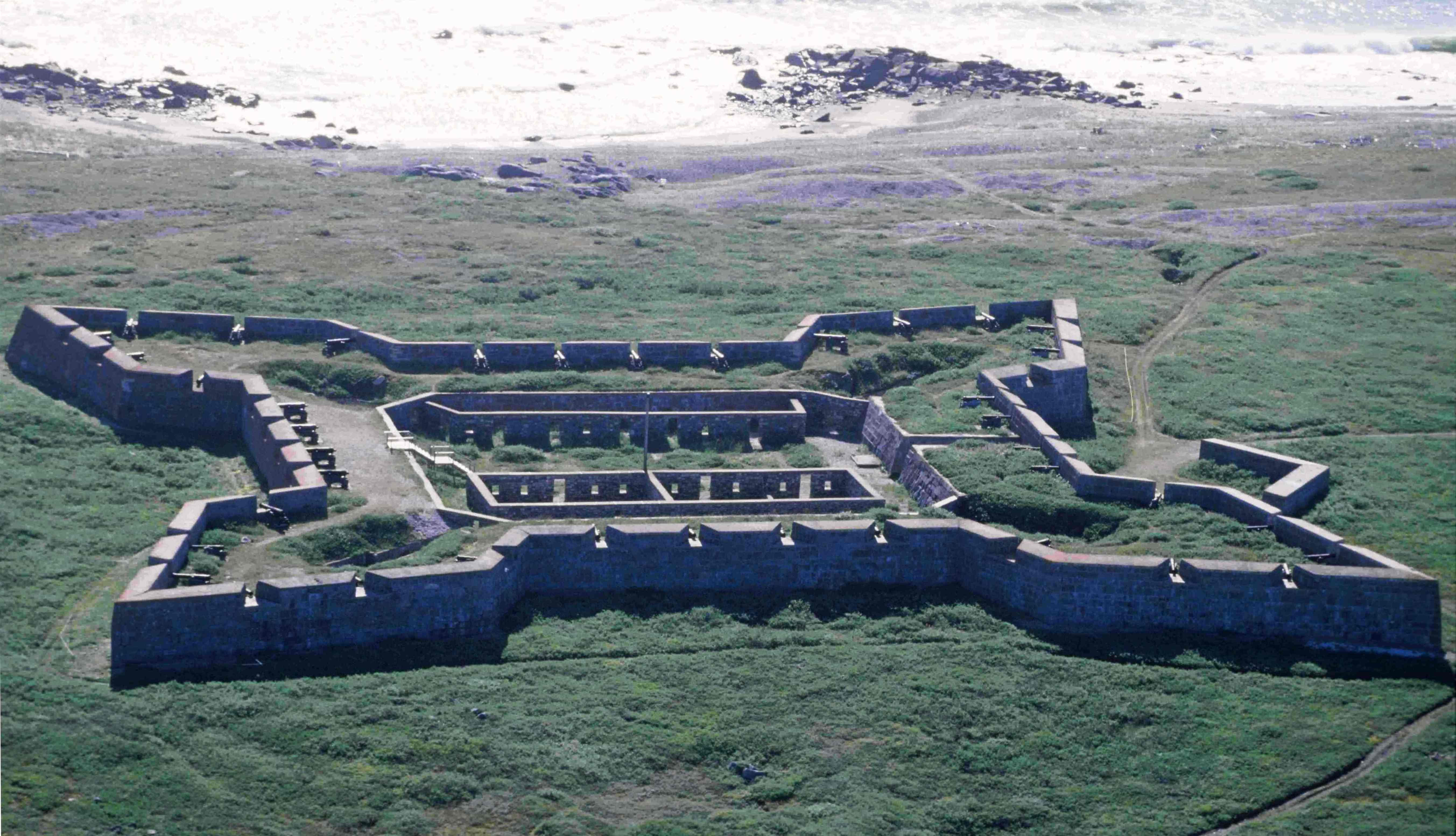
Форт Принца Уэльского на берегу Гудзонова залива, Черчилл, Канада

## Исследования

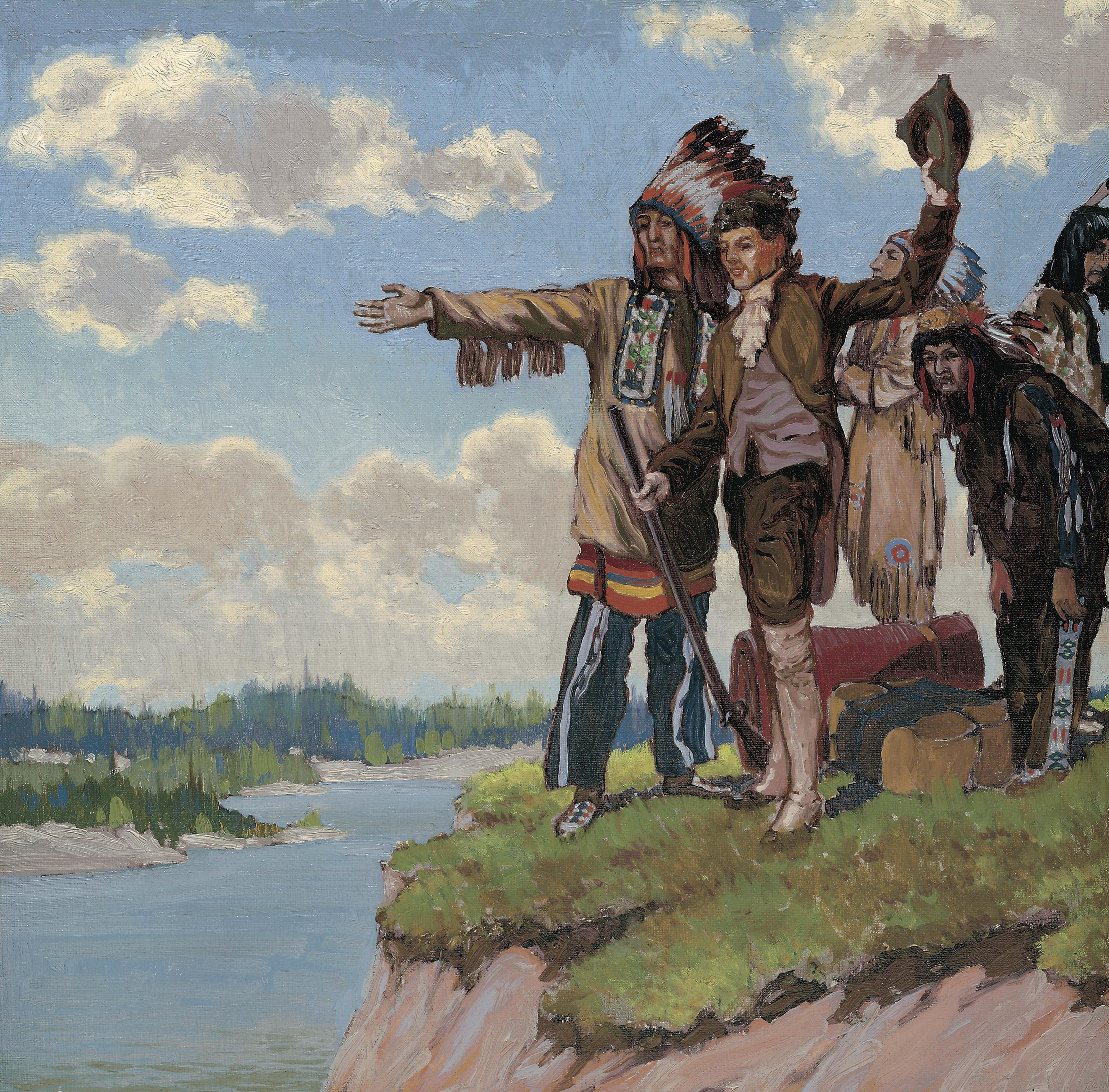
Открытие Самюэлем Хирном реки Коппермайн. Худ. Фрэнк Джонстон (1922)

С 1769 по 1772 годы Хирн проводил исследования в северо-западном направлении с целью поиска месторождения меди, которое местные индейцы называли «Далёкая металлическая река». Это месторождение было найдено в Землях Баррена, где вечная мерзлота находится на глубине всего нескольких сантиметров и летом во многих местах превращается в болото, изобилующее комарами и мошкой. По этой причине было решено, что экспедиция зимой предпочтительнее.
Первая попытка была предпринята 6 ноября 1769 года. Большое число участников экспедиции и слишком большое количество европейского оборудования, которое необходимо было нести, вызвали дезертирство индейских проводников и провал экспедиции.
Следующая экспедиция, начавшаяся 23 февраля 1770 года, также завершилась провалом, так как квадрант был сломан, а большая часть оборудования украдена.
Проанализировав ошибки первых двух экспедиций, Хирн решил отправиться в экспедицию без спутников-европейцев, только с группой индейцев-оджибве под руководством великого вождя Матонаби. Группа включала восемь жен Матонаби, которые переносили тяжести, тащили сани, были служанками и поварами на стоянках. Экспедиция началась 7 декабря 1770 года, имея целью достичь реки Коппермайн летом и спуститься к Северному Ледовитому океану на каноэ.
Матонаби держал высокий темп перехода, чтобы как можно быстрее достичь района миграции оленей карибу, так как пришло время провести весеннюю охоту и пополнить истощившиеся запасы продовольствия. В этих местах индейцы постоянно ведут охоту на карибу, которые мигрируют огромными стадами на север. После охоты были сделаны запасы продовольствия для экспедиции и группа воинов отправилась в путь. Матонаби приказал женщинам дожидаться его возвращения западнее, в районе озера Атабаска.
Оджибве были в целом мягкими и дружелюбными людьми, однако у них был постоянный конфликт с инуитами (эскимосами). Большое число индейцев присоединилась к экспедиции Хирна с целью убийства инуитов.
14 июля 1771 года экспедиция достигла реки Коппермайн. Несколькими милями ниже, возле реки, стояли вигвамы инуитов. В час ночи 17 июля 1771 года Матонаби и его воины напали на спящих инуитов и устроили резню, не оставив никого в живых. Это место Хирн назвал Блади-Фоллс («кровавый водопад»).
Несколькими днями спустя Хирн стал первым европейцем, достигшим Северного Ледовитого океана посуху. Исследовав реку Коппермайн до океана, он выяснил, что Северо-Западный проход через континент в низких широтах не существует.
Экспедиция прошла успешно. Первоначальная цель — поиск месторождений меди — была достигнута. Однако после детальных изыскательских работ месторождение оказалось настолько бедным, что промышленная добыча меди была признана нецелесообразной.
Матонаби привел Хирна обратно в Черчилл по широкой окружности в западном направлении, минуя Большое Медвежье озеро. В середине зимы он стал первым европейцем который увидел и пересек Большое Невольничье озеро. Хирн вернулся в Форт Принца Уэльского 30 июня 1772 года, пройдя 8 тысяч километров и исследовав 650 тысяч км².

## Последние годы жизни
В 1774 году Хирн построил Камберленд Хаус (англ.) для Компании Гудзонова залива, ставший первой торговой факторией далеко в глубине страны и первым постоянным поселением на территории современного Саскачевана.
22 января 1776 года Хирн стал комендантом Форта Принца Уэльского. 8 августа 1782 года форт был атакован тремя французскими кораблями под командованием Жана-Франсуа Лаперуза, на борту которых было 72 орудия и 290 солдат. Хирн, под началом которого было лишь 38 гражданских лиц, понял бессмысленность сопротивления и сдался без выстрела. Французы позволили Хирну и другим пленным вернуться в Англию на маленьком шлюпе.
Самюэль Хирн вернулся в Канаду в следующем году и обнаружил резкое ухудшение положения. Индейское население катастрофически уменьшилось от оспы и голода. Вождь Матонаби покончил жизнь самоубийством.
Здоровье самого Хирна стало ухудшаться и он окончательно вернулся в Англию 16 августа 1787 года. С помощью своего старого друга Уильяма Уэллса он написал книгу «Путешествие от Форта Принца Уэльского в Гудзоновом заливе к Северному океану». Она была опубликована в 1795 году, через три года после его смерти в ноябре 1792 года.